# 月は東に日は西に 〜Operation Sanctuary〜
『月は東に日は西に 〜Operation Sanctuary〜』（つきはひがしにひはにしに オペレーション・サンクチュアリ）は、パソコンソフトブランドオーガストが2003年9月26日に発売した、18禁恋愛アドベンチャーゲームである。タイトルの平仮名のみを拾って「はにはに」と略される。

## 特徴
主人公達の賑やかな学園生活を中心に、ヒロイン達との愛を育むことがこのゲームの目的。同ブランドの業界における地位を確立した作品である。
発売時のキャッチコピーは「Hシーンは着衣が基本 学園モノならではのシチュ満載です」とあるとおり、いずれのヒロインも着衣（半脱ぎ）のままのHシーンが主である（一部ではこういったシーンを挿入した作品を着衣系と称する）。
原画は前々作、前作と同じくべっかんこう。システムは必要なものはほぼすべて備えており、プレイアビリティを損ねる要素はほとんどない。また、主人公以外フルボイスというのは同ブランド初の試み。各ヒロイン別のBGMや、立ち絵の表情分けなど、前作では叶わなかったものを実装している。
アルケミストによりドリームキャスト・PlayStation 2へ移植されたほか、小説やドラマCD、アニメ、フィギュア、アンソロジーコミックスに至る迄、多数のメディアミックス作品が登場した。
オーガスト作品のファンディスクである『オーガストファンBOX』にも短編シナリオや、キャラクターに関する情報を掲載したデータベースなどのコンテンツがある。
2004年11月から2006年4月まで、ゲーム内の世界観を再現したインターネットラジオ、『はにはにラジオ』が配信された。

## あらすじ
幼馴染の藤枝保奈美、従妹の渋垣茉理と共に蓮美台（はすみだい）学園に通う主人公、久住直樹。彼は両親を事故で喪い、叔父夫妻の渋垣家で世話になっている。
ありふれた日々が続いていたが、ある日突然、学園の屋上で昼寝をしていた直樹の上に空から女の子が落ちてきた。その女の子、天ヶ崎美琴は翌日から直樹のクラスメートとなり、直樹と同じ天文部に所属することとなる。
学園生活を通し、やがて直樹は一人の女の子と恋人関係になる。そして直樹は、「Operation Sanctuary」に深く関わることとなる。
茉理ルート
ある日、消息を絶っていた美琴の義弟祐介が現れて温室を破壊する。その際彼は傷を負い、たまたま居合わせた茉理と接触してしまう。実は彼は乙種マルバスという致死性ウイルスに感染しており、彼に接触した茉理も感染してしまう。数ヶ月の入院の末、衰弱して危篤状態に陥るが、奇跡的に全快した。
恭子ルート
蓮美台学園の養護教諭兼園芸部顧問・仁科 恭子にはワクチン研究者という一面があり、100年後の世界でアウトブレイクを引き起こすマルバスのワクチンづくりにむけて研究を進めていた。ある日、直樹は凶暴化した祐介と接触した際に乙種マルバスに感染してしまう。恭子はた直樹を治したい一念で、それまで八方ふさがりだった研究を再開させ、ワクチンを完成させる。
結ルート
直樹の担任兼天文部顧問の野乃原 結は、 100年後の未来と現代を結ぶ特殊物流システム「時空転移装置」の開発者兼管理者という一面があり、「Operation Sanctuary」の主要人物でもあった。
だが、彼女は時空転移装置の開発・運用に携わっているうちに精神を病んで自閉症のような状態に陥る。彼女は理事長兼プロジェクト責任者の宇佐美玲に頼んで「自分はロボットである」という暗示（催眠？）をかけてもらい、プロジェクトに復帰する。だが、直樹と接しているうちにその暗示が弱くなり、記憶が飛ぶようになってしまう。そのため、玲に再度暗示をかけてもらう（記憶メモリの初期化と称した）が、教壇復帰直後に直樹の顔を見て全てを思い出してしまう。
美琴ルート（コンシューマ版）
100年後の世界の混乱が原因でマルバスの感染者が現代に来てしまったことにより、現代でマルバスが爆発的感染を起こしてしまう。なんとかワクチンは完成したものの、それを治療に用いるために本来はこの時代には存在しなかったマルバスの存在を明らかにせざるをえなくなる。そのために未来が変わってしまい、"Operation Sanctuary"で現代に来ていた未来人は皆消えてしまう。だが、最後の最後になって、美琴は現代に戻る。
文緒ルート
コンシューマ版追加シナリオ。
秋山文緒が委員長に選ばれ、直樹は副委員長として彼女を支え、二人の距離は縮まる。ある日彼女は温室を破壊して怪我をした祐介と接触したために、乙種マルバスに感染してしまうが、恭子が完成させたワクチンの第一号被験者となり、めでたく完治した。

## 登場人物
担当声優は、PC・ドラマCD / コンシューマー・アニメ・アニメ版ドラマCDの順。1人だけなのは担当声優が共通。

### メインキャラクター
久住 直樹（くずみ なおき）
声 -  氷河流 / 緑川光
主人公。蓮美台学園に通う2年生。5年前に事故で両親が行方不明になってからは、叔父夫妻の渋垣家で世話になっている。また事故の影響で、それ以前の記憶を失っている。
基本的に無気力かついい加減な性格で、宿題を忘れたり授業で寝ていたりと成績も悪い。しかし困っている人を見ると助けずにはいられない、優しい性格の持ち主。寝坊が当たり前で、保奈美が起こしに来ても寝続けたりしている。愛用する自転車には「世界タービン号」と名付けている。一応天文部に所属しているが部室はなく、カフェテリアに居座って雑談ばかりしている。また料理部の試食係と園芸部のヘルプも兼ねている。
天ヶ崎 美琴（あまがさき みこと）
声 - 草柳順子
誕生日：5月15日。血液型：B型。星座：おうし座。身長：160cm。3サイズ：81（C）/58/81。テーマ曲「GET OUTGOING!」
蓮美台学園2年生で、直樹達のクラスメイト。自称タルキスタン（美琴が咄嗟にでっち上げた架空の国）からの帰国子女という転校生。教室では直樹と隣同士に座っている。赤いロングヘア、ポニーテール、天真爛漫な性格がチャームポイント。杏仁豆腐が大好物。保奈美とは気が合うようで特に仲がいい。直樹の半ば強引な勧誘により天文部に所属。現在は寮住まい。
実際は100年後の未来から移住してきた人物の一人であり、直樹との初遭遇時は未来から転移したときであった。両親はすでに死亡。祐介という血の繋がらない弟がいるが、致死性ウイルス・乙種マルバス感染後に行方不明となっている。
“みことん”という愛称は、マニュアルでも掲載されているようにべっかんこうが使っていたものであり、作中でも直樹がそう呼んだことがある。
本作のメインヒロインではあるが、人気投票では4位と低迷した。
アニメ版は二通りの結末があり、DVDに追加された結末では直樹と結ばれる。
藤枝 保奈美（ふじえだ ほなみ）
声 - 観村咲子 / 神田理江
誕生日：9月11日。血液型：O型。星座：おとめ座。身長：159cm。3サイズ：85（C）/59/86。テーマ曲「STRAIGHT AT ME」
直樹の幼馴染で、彼のことを「なおくん」と愛称で呼び、毎朝起こしに来る間柄。料理が得意で、学園でも料理部のエースである。容姿端麗、成績優秀とまさに完璧超人で、またそれを鼻にかけることもないため、男子から絶大な人気がある。直樹とは物心がついた頃からの幼馴染で、5年前の事故当時一緒に居合わせており、自分に責任があるのではないかということを引摺っている。
“ほなみん”という愛称で呼ばれることもあり、夏服を着用すると“白ほなみん”となる。“ほなみん”という愛称は美琴同様べっかんこうがつけたのが始まりだが、本人も「“ほなみん”って呼んでいいよ」と言っており、“みことん”以上に定着することになる。“白ほなみん”は作中で直樹がそう呼んだことが始まり。蓮美台学園の女子の夏服が真っ白であることによる。先述の保奈美の一言は、こう呼ばれた当日の下校途中に出てくる。また『はにはにラジオ』でもジングルの「はにたん」で同じセリフが登場し、英訳も聴ける。余談だが、アンソロジーコミックなどで見かける“黒ほなみん”は、彼女が腹黒いと思う一部の人の間でそう呼ばれている（保奈美本人は「企画モノが好きなだけ」と話しているが、あまりの用意周到さから、直樹も彼女が腹黒いと誤解したことがある）が、『オーガストファンBOX』で黒の下着を着けていたため、そこから黒ほなみんと呼ばれることもあるらしい。
発売後の人気投票では1位に輝いた。アニメ版は二通りの結末があり、TVで放映された結末では直樹と結ばれる。
ハーヴェスト出版の小説では、夏祭りの夜に直樹と初体験を結び、その後は日常的に彼と肉体を求め合う日々を送り、最終的に結婚するという道を歩む。
橘 ちひろ（たちばな ちひろ）
声 - 北都南 / ひと美
誕生日：2月26日。血液型：A型。星座：うお座。身長：149cm。3サイズ：73（A）/54/74。テーマ曲「シルキーウェーブ」
蓮実台学園1年生で、唯一の園芸部員。茉理とは付属からの親友。控えめな性格で自己主張が弱いが、芯は強い。現在は学生寮で生活している。動植物の世話が好きで、とくに青いチューリップフォステリアナには思い入れがあるらしく、温室で大切に育てている。カフェテリアのココアが好物なのだが猫舌。ごく稀にではあるが、“ちーちゃん”と呼ばれていることがある。物語開始当初は自転車に乗れず、茉理の母・英理の使わなくなった自転車を貰って特訓した。
100年後の未来から来た人物の一人。マルバスで死んでしまったちさとという名前の妹がいた。
発売後の人気投票結果は6位。
渋垣 茉理（しぶがき まつり）
声 - 金田まひる / 梶田夕貴
誕生日：7月17日。血液型：B型。星座：かに座。身長：155cm。3サイズ：77（B）/56/79。テーマ曲「陽だまりロケット」
直樹の従妹。直樹の通う蓮美台学園に入学し、憧れだったカフェテリアでアルバイトに明け暮れる。性格は強気だが、乙女チックな一面もある。直樹よりも年下だがタメ口で話す仲であり、くだらないことで口論になることが多い。直樹とは「喧嘩するほど仲がいい」を地で行くような関係。また、かなり友達想いであり、ちひろが落ち込んでいる時は本気で心配していたこともある。少女漫画を多数所有しているが、直樹と保奈美を除く周りには秘密にしている。直樹は気づいていなかったが、彼女も意外にもてており、彼女目当てでカフェテリアに来ている客も多い。柚香からは“まつりん”という愛称で呼ばれており、彼女も柚香のことを“ゆかりん”と呼んでいる。
事故で主人公が両親を失った当時、彼と同居することに大反対だったが、結局受け入れる。
発売後の人気投票結果は2位。
仁科 恭子（にしな きょうこ）
声 - 岩田由貴 / 岩居由希子
誕生日：11月15日。血液型：A型。星座：さそり座。身長：167cm。3サイズ：89（D）/60/88。テーマ曲「MATURE MIND」
蓮美台学園の養護教諭で園芸部顧問。ただし部にはほとんど顔を出さないが、ちひろが入部したことによりよく顔を出すようになる。結とは仲がよく、仕事以外のプライベートでもよく一緒にいる。仕事場である保健室では、茶菓子（特に煎餅）を充実させ、どこかから貰ってきた「いらっしゃいませ」のマットや「準備中」「社長室」等の看板を置くなどして自分の家のように楽しんでいるが、本人は「親しみやすい保健室を目指している」と主張している。
面倒見が良く、美しい容姿から男子生徒に人気があるが、大人の余裕であしらっている。コーヒーに凝っており、よく直樹に雑用を頼み、そのお礼として振る舞うほか、直樹にコーヒーの淹れかたを指導している。
普段は養護教諭として生徒たちと接しているが、それと同時に「ワクチン開発」を担当する研究者として、100年後の未来でアウトブレイクを引き起こした致死性ウイルス“マルバス”の研究を行っている。対マルバス用ワクチン研究の被験者として未来から連れて来た天ヶ崎祐介と「瓜二つどころか、同一人物としか思えない」久住直樹に対して興味を抱くようになる。愛用の白衣と万年筆は、父親の仁科直樹教授（ウイルス研究者・故人）の形見である。
発売後の人気投票結果は7位。
野乃原 結（ののはら ゆい）
声 - 木村あやか / 猪口有佳
誕生日：1月4日。血液型：AB型。星座：やぎ座。身長：138cm。3サイズ：64（AA）/51/68。テーマ曲「プチプチフロート」
新任教師。直樹達のクラスの担任および古典担当、ならびに直樹が所属する天文部の顧問。背が低いことを本人も気にしていて、初出勤日には弘司に付属生と間違えられる程。居丈高なところがなく応援したくなるような存在で、担任として赴任した当日にクラスのみんなの「かまわれキャラ」になった。だが、教師だけのことはあり、専門外の資料でも簡単に読破できるほどである。
プリンが大好物で、プリン状の食品であれば味は関係なく何でも食べられるほどである。また、CDの中ではプリンの精にまでなっている。一方でカフェテリアの自家製プリンは1日4個までと決めている。「機械は愛称をつけてあげたほうがきちんと動く」という理由で、彼女の黄色で丸い車には「まるぴん」と名前を付けている。
100年後の未来と現代を結ぶ特殊物流システム「時空転移装置」の開発者であり、この装置の管理を担当するシステム・エンジニアでもある。後に5年前に久住の両親が行方不明になった原因が時空転移装置の試運転時に発生した暴走事故によるものだということを知り、久住に対してある種の罪の意識に似た感情を抱くようになる。
ちなみに、"Operation Sanctuary"の主要メンバーとして、時空転移装置の管理を担当する結のほかに、仁科恭子（ワクチン開発）、深野順一（防諜・情報管理）、宇佐美玲（総括責任者）が名を連ねている。
発売後の人気投票結果は3位。
秋山 文緒（あきやま ふみお）
声 - 大波こなみ / 幡宮かのこ
誕生日：3月21日。血液型：A型。星座：おひつじ座。身長：154cm。3サイズ：76（B）/56/76。
通称「委員長」。その通称に相応しくまじめで仕切り屋。アニメ版では直樹が提案するまで結先生に委員長であると思い込ませていたほど。弓道部所属。蓮美台学園の学生寮である蓮華寮の寮長でもある。制服を着ているときはコンタクトだが、私服のときはメガネを着用していることもある。祖父の影響から歴史小説や時代劇、考古学などを好んでいる。なお、委員長に推薦したのは直樹だが、初対面だったのか名前を知らなかった。だが、この出来事がきっかけとなり、その後はよく話すようになる。
元々はべっかんこうが制服のデザインを決めるために描いたキャラクターであったが、スタッフからの好評を受け、直樹達のクラス委員長が登場することもあって本編に登場することとなった。
PC版ではサブキャラクターであったにもかかわらず人気投票で5位となり、コンシューマ版ではヒロインに昇格してシナリオが用意された。『オーガストファンBOX』のミニシナリオ集には、コンシューマ版とは異なる文緖メインヒロインシナリオがあり、Hシーンも存在する。
広瀬 柚香（ひろせ ゆか）
声 - 未登場 / 飯塚雅弓
誕生日：12月26日。血液型：O型。星座：やぎ座。身長：158cm。3サイズ：78（B）/57/79。
コンシューマ版で追加されたヒロイン。弘司の妹。親が転勤が多く、次に引っ越す場所が学校も無いような場所だったため、兄のいる学園に転校してくる。親の転勤が多かったため、友達も満足に作れず兄である弘司に付きっ切りになっている。そのことで一度ブラコンだと言われたこともあるが、本人は否定している。学園に転校してきてから渋垣茉理と橘ちひろと友達になる。兄が在籍していると言う理由から天文部に入部したが、困った人がいたら見過ごせない性格で園芸部や演劇部にもヘルプで顔を出している。直樹のことは弘司からよく聞いており、興味を持っていた。
『月は東に日は西に〜Operation Sanctuary〜コンプリートガイド』にて、柚香と結ばれた場合の後日談のショートストーリーが掲載されている。
PC版とアニメ版には登場しないが、『オーガストファンBOX』内のコンテンツ「オーガスティック・クロニクル」では紹介されている。またはにはにラジオに出演こそしていないものの、イラストには登場していた。

### サブキャラクター
渋垣 源三（しぶがき げんぞう）
声 - 上別府仁資（『オーガストファンBOX』のみ鳴海志朗）
茉理の父親で英理の夫。中東方面でにがりを中心に取引（貿易）をする商社に勤務。その関係で長く家を留守にすることもある。家では昼行灯状態となっている。茉理ルートでは、妻の英理とともに中東へ赴任することになる。
『オーガストファンBOX』内では『バイナリィ・ポット』のマスター、『Princess Holiday 〜転がるりんご亭千夜一夜〜』のハワードらと意気投合し、3人で即席ユニット（?）“オヤジーズ”として直樹とクイズで対決している。
発売後の人気投票結果は10位。
渋垣 英理（しぶがき えり）
声 - 北都南 / ひと美
誕生日：12月2日。血液型：B型。星座：いて座。身長：165cm。3サイズ：87（C）/59/89。
茉理の母。夫の源三と同じ商社に勤める。朝早く夜遅い毎日の中で、茉理と直樹の世話も欠かさない、典型的な良妻賢母タイプの女性。料理も上手。学生の時に源三と結婚し、茉理を出産している。茉理ルートでは、夫の源三とともに中東へ赴任することになる。
発売後の人気投票結果は8位。
天ヶ崎 祐介（あまがさき ゆうすけ）
声 - 氷河流 / 緑川光
美琴の血の繋がらない弟で、現在は行方不明となっている。直樹とそっくりであり、美琴が初めて直樹に会った時に「祐介」と声を掛けるほどである。
正体は、5年前に起きた時空転移装置の暴走事故によってそれまでの記憶を持ったまま100年後の世界に飛ばされた「直樹の分離体」。100年後の荒廃した世界をさまよう中で記憶を失う。天ヶ崎一家と出会って養子（美琴の義弟）となるが、両親がマルバスで死去、祐介もマルバス（乙種）に冒されてしまったため、治療の為に義姉の美琴には内緒でワクチン研究の被験者に志願し、恭子と共に100年前の世界へ戻ることとなる。
発売後の人気投票結果は11位。
広瀬 弘司（ひろせ こうじ）
声 - 高橋広樹
主人公の悪友で天文部部長。冷静な常識人だが人付き合いが良く、誰とでも話を合わせられる。天文部の仕事を真面目に行っているが、直樹が真面目にやらないため中々思うようにいかないでいる。現在は学生寮に生活しており、親の転勤が多いためかゴールデンウィークでも実家に戻らない。親の転勤が多く友達ができない妹・柚香のことを気にしている。
発売後の人気投票結果にはエントリーされていたにもかかわらず、名前が順位に出ていない。
深野 順一（ふかの じゅんいち）
声 - 片岡大二郎 / 松本保典
蓮美台学園の数学担当教諭にして生活指導。決まり事に非常にうるさく、授業も厳しいことから、学生からは「フカセン」の愛称で恐れられているが、かなりの愛妻家でもある。妻の美由紀は蓮華寮の管理人を務めており、とても美しいと評判だが、直樹が蓮華寮に行くと必ず不在であり、会うことができない謎の人物でもある。
コンシューマ版で、100年後の未来から来た人物の一人であり、"Operation Sanctuary"の防諜・情報管理を担当していることが明かされた。ただし、妻の美由紀とは現代で出会って結婚している。コンシューマ版のおまけでは、本編では見られない彼の日常が見られる。
発売後の人気投票結果は12位。
宇佐美 玲（うさみ れい）
声 - 小鳥田麗子 / 本間ゆかり
誕生日：1月4日。血液型：不明。星座：やぎ座。身長：168cm。3サイズ：87（C）/58/87。
蓮美台学園理事長。普段は時計塔の理事長室にいるため、入学式や卒業式などの行事でしか見ることが無い。恭子や結と仲が良く、堅苦しいことが嫌いなため直樹に対しても名前で呼ぶように言ってくる。コーヒーよりも紅茶派。
正体は、"Operation Sanctuary"の総責任者。「重要な判断に際して感情を挟むことが無いように」するため彼女はAI搭載のロボットであるということが、一部のルートで明らかとなる。
発売後の人気投票結果は9位。

## スタッフ
- 製作統括 - るね
- キャラクターデザイン・原画 - べっかんこう
- シナリオ - 榊原拓、内田ヒロユキ、安西秀明、千田誠行（サブ）
- CG統括 - 里見藤久
- CG協力 - ういんどみる、ケロQ、ねこねこソフト、FC-G株式会社、他
- 背景統括 - 阿舎利ん_16
- BGM製作 - LOOPCUBE

## 主題歌
オープニング曲「divergent flow」
歌 - 真優 / 作詞 - H/de / 作曲 - Hiroki / 編曲 - quad
エンディング曲「明日の想い出」
歌 - 真優 / 作詞 - H/de / 作曲 - Hiroki / 編曲 - quad

## テレビアニメ
2004年に『アニメ魂』枠の前半15分にて放映された。DVD版は同年10月・12月に発売された（全4巻）。
シナリオは多少のアレンジはあるものの、原作に忠実に作られている。テレビ放送分は保奈美との関係が進む「保奈美編」が全12話+特別編1話で放送されたが、DVD版では9 - 12話部分が美琴との関係で進むアナザーストーリー「美琴編」も収録されており、セルDVD版は全16話+特別編1話存在する。

### スタッフ（アニメ）
- 監督 - 陣野翔成
- シリーズ構成・総監修 - 東郷光宏
- キャラクター原案 - べっかんこう
- キャラクターデザイン・総作画監督 - 中野典克
- プロップデザイン - 村田護郎
- 色彩設計 - 藤木由香里
- 美術監督 - 片平真司
- コンポジットディレクター - 中山敦史
- 編集 - 後藤正浩
- 音響監督 - 小林克良
- 音楽 - 多田彰文
- 音楽プロデューサー - 吉川明（フロンティアワークス）
- プロデューサー - 畑中利雄（IMAGICAエンタテインメント）、中村誠（フロンティアワークス）、高山智子（ジェネオンエンタテインメント）、水上高志（双日）、武智恒雄（クロックワークス）、山崎明日香（AT-X）、野村宙（ラディクス）
- アニメーション制作 - RADIX
- 製作 - はにはに製作委員会

### 主題歌（アニメ）
オープニング曲「amulet」
歌 - 飯塚雅弓 / 作詞・作曲・編曲 - a.k.a.dRESS（ave;new）

### 各話タイトル
| 話数                               | サブタイトル                     | 脚本       | 絵コンテ   | 演出              | 作画監督                                  |
| ---------------------------------- | -------------------------------- | ---------- | ---------- | ----------------- | ----------------------------------------- |
| 1                                  | 空から舞い降りた少女             | 金子ツトム | 陣野翔成   | 陣野翔成          | 中原竜太、近藤源一郎 渡邊由香里、中野典克 |
| 2                                  | 楽しい学園生活の予感             | 佐藤和治   | 陣野翔成   | 中山敦史          | 石井久志                                  |
| 3                                  | ドキドキ身体検査                 | 金子ツトム | しまづ聡行 | 榎本守            | 土橋昭人 水川弘理                         |
| 4                                  | 走れ、まるぴん!                  | 佐藤和治   | しまづ聡行 | 阿部雅司          | NAO                                       |
| 5                                  | ハッピーバースデー               | 金子ツトム | 木村隆一   | 石倉賢一          | 本橋秀之                                  |
| 6                                  | 恋のバイシクル                   | 佐藤和治   | 木村隆一   | 中山敦史          | 中原竜太 近藤源一郎                       |
| 7                                  | ブラザー&シスター                | 金子ツトム | 加藤洋人   | 加藤洋人          | 紅組                                      |
| 8                                  | それぞれの夜                     | 佐藤和治   | 加藤洋人   | 加藤洋人          | 紅組                                      |
| 9                                  | 夏祭り                           | 佐藤和治   | しまづ聡行 | 新田義方          | 村上勉                                    |
| 10                                 | もう一人の自分                   | 佐藤和治   | しまづ聡行 | 新田義方          | 豊増隆寛                                  |
| 11                                 | 時空を超えて                     | 佐藤和治   | 後藤象一郎 | 中山敦史          | 渡邊由香里                                |
| 12                                 | 月は東に日は西に                 | 佐藤和治   | 後藤象一郎 | 中山敦史          | 中原竜太、高橋成世 近藤源一郎、中野典克   |
| 13                                 | 東奔西走スクールライフ（特別編） | -          | -          | -                 | -                                         |
| アナザーストーリー （DVDのみ収録） |                                  |            |            |                   |                                           |
| 9'                                 | ロンリネス                       | 金子ツトム | 髙田淳     | 岡崎幸男          | 夘野一郎                                  |
| 10'                                | 夢と現実                         | 金子ツトム | 髙田淳     | 榎本守            | 土橋昭人 森田実                           |
| 11'                                | 記憶                             | 金子ツトム | 後藤象一郎 | 園田雅裕          | 渡邊由香里 坂本千代子                     |
| 12'                                | オペレーションサンクチュアリ     | 金子ツトム | 後藤象一郎 | 陣野翔成 中山敦史 | 菊池勝也、渡邊由香里 坂本千代子、中野典克 |

### 放送局
| 放送期間                 | 放送時間                     | 放送局       | 対象地域 | 備考                    |
| ------------------------ | ---------------------------- | ------------ | -------- | ----------------------- |
| 2004年6月30日 - 9月22日  | 水曜 11:30 - 12:00           | AT-X         | 日本全域 | CS放送 リピート放送あり |
| 2004年7月6日 - 9月28日   | 火曜 1:25 - 1:55（月曜深夜） | KBS京都      | 京都府   | 独立局                  |
| 2004年7月7日 - 9月29日   | 水曜 1:05 - 1:35（火曜深夜） | tvk          | 神奈川県 | 独立局                  |
| 2004年7月13日 - 10月5日  | 火曜 2:00 - 2:30（月曜深夜） | BS朝日       | 日本全域 | BSデジタル放送          |
| 2004年7月16日 - 10月8日  | 金曜 1:00 - 1:30（木曜深夜） | 東京MXテレビ | 東京都   | 独立局                  |
| 2004年7月17日 - 10月9日  | 土曜 1:10 - 1:40（金曜深夜） | テレビ新潟   | 新潟県   | 日本テレビ系列          |
| 2004年7月23日 - 10月15日 | 金曜 0:25 - 0:55（木曜深夜） | 奈良テレビ   | 奈良県   | 独立局                  |
| 2004年7月27日 - 10月19日 | 火曜 2:45 - 3:15（月曜深夜） | 熊本放送     | 熊本県   | TBS系列                 |

## 関連商品

### コミック
- 『月は東に日は西に』全1巻（メディアワークス）※一般作品
  - 2005年1月27日発売 ISBN 4-8402-2976-7
  - 原作：オーガスト / 作画：武田みか
  - 『電撃G's magazine』（メディアワークス）で連載されたオフィシャルコミック。
    - 天ヶ崎美琴を中心に描かれたオリジナルストーリー。文緒の話などもある。単行本には『電撃G's magazine』の別冊表紙イラストなどが掲載されている。

  - サブタイトル一覧

| 話 | サブタイトル             | 収録されている単行本                           |
| -- | ------------------------ | ---------------------------------------------- |
| 1  | 空から降ってきた女の子!? | 第1巻 （2005年1月27日発行） ISBN 4-8402-2976-7 |
| 2  | はじめて気づいた想い     | 第1巻 （2005年1月27日発行） ISBN 4-8402-2976-7 |
| 3  | 本当の気持ち             | 第1巻 （2005年1月27日発行） ISBN 4-8402-2976-7 |
| 4  | 蓮華寮の七不思議!?       | 第1巻 （2005年1月27日発行） ISBN 4-8402-2976-7 |
| 5  | みんなで夏合宿           | 第1巻 （2005年1月27日発行） ISBN 4-8402-2976-7 |
| 6  | ふたりの思い出           | 第1巻 （2005年1月27日発行） ISBN 4-8402-2976-7 |
| 7  | お別れの時               | 第1巻 （2005年1月27日発行） ISBN 4-8402-2976-7 |

- 『月は東に日は西にアンソロジーコミック』全1巻（エンターブレイン）※一般作品
  - 2004年1月29日発売 ISBN 978-4-7577-1712-1

### ノベル（小説）
- 『月は東に日は西に』（ハーヴェスト出版）※18禁作品
  - 上巻：2004年3月25日発売 ISBN 4-434-04234-3
  - 下巻：2004年4月25日発売 ISBN 4-434-04359-5
  - 番外編：2004年5月25日発売 ISBN 4-434-04419-2
  - 原作：オーガスト / 著者：岡田留奈 / 原画：べっかんこう
    - 原作ゲームのノベライズ。
- 『月は東に日は西に』（学研 メガミ文庫）※一般作品
  - 2004年12月25日発売 ISBN 4-059-03501-7
  - 原作：オーガスト / 著者：叶希一・岡田留奈 / 原画：べっかんこう
    - 『メガミマガジン』（学研）で連載された小説を加筆修正したもの。アニメ版をベースとした、ヒロイン毎のオリジナルショートストーリー集。

### その他書籍
- 『TECH GIANプレリュード「月は東に日は西に」』（エンターブレイン）
  - 2003年9月21日発売 ISBN 978-4-7577-1599-8
    - キャラクター紹介や設定資料等を掲載。付録CD-ROMには体験版と壁紙やカレンダー等のアクセサリが収録されている。
    - 体験版には「TGプレリュード体験版オリジナルストーリー」が2本収録されている（ゲーム本編未収録）。
- 『月は東に日は西に〜Operation Sanctuary〜ビジュアルファンブック』（ソフトバンククリエイティブ）
  - 初回版：2004年3月30日発売 ISBN 978-4-7973-2689-5
  - 通常版：2004年7月30日発売 ISBN 978-4-7973-2690-1
    - PC版のVFB。キャラクターやストーリー紹介、書き下ろしSSなどを収録。オリジナルドラマCD付。
    - 初回版は「ビニールケース」「A2ポスター2枚つき」のスペシャル仕様。
- 『月は東に日は西に〜Operation Sanctuary〜コンプリートガイド』（メディアワークス）
  - 電撃G’sマガジン編集部編 2004年11月30日発売 ISBN 978-4-8402-2904-3
    - PS2版およびDC版のビジュアルムック本。

### CD
- オーガストより発売
  - 『月は東に日は西に オリジナルサウンドトラック』
    - 発売：2004年1月23日 AUG-2031
      - テーマソング、BGMを収録。
- フロンティアワークスより発売
  - 『amulet』
    - 歌：飯塚雅弓 発売：2004年8月25日 FCCM-0033
      - アニメ版オープニングテーマを収録したマキシシングル。

  - 『TVアニメーション「月は東に日は西に〜Operation Sanctuary〜」サウンドトラック&ミニドラマ』
    - 発売：2004年10月22日 FCCM-50
      - アニメ版テーマソング、BGMを収録。

  - ドラマCD『TVアニメーション版 月は東に日は西に』全3巻
    - 第1巻：2004年10月22日発売 FCCM-44
    - 第2巻：2004年11月25日発売 FCCM-45
    - 第3巻：2004年12月22日発売 FCCM-46
      - キャストはアニメーションと同じ。いずれもオリジナルストーリー。第1巻と第2巻は短編集。第3巻は長編で、TVアニメ終了後の話。
- マリン・エンタテイメントより発売
  - ドラマCD『月は東に日は西に〜groovin' white vacation〜』全2巻
    - 第1巻：2004年2月25日発売 MMCC-4055
    - 第2巻：2004年4月25日発売 MMCC-4056
      - キャストはPCゲームと同じ。冬休みに直樹、美琴、保奈美、ちひろ、茉理、弘治が雪山のペンションでアルバイトをしながらスキーを満喫しつつ、様々な出来事に遭遇するオリジナルストーリー。結と恭子は付添として参加している。直樹はまだ誰とも結ばれていない。
      - 2巻ともCD-EXTRA仕様で、PC用データとして壁紙やスクリーンセーバー等が収録されている。

### カードゲーム
Lycee
シルバーブリッツのトレーディングカードゲーム、Lyceeに参戦している。収録エキスパンションは、AUGUST1.0など。

## 豆知識
- PS2版のみ、冒頭の天ヶ崎美琴が降ってくるシーンにおける脚の開き方が異なるが、実はオープニングムービーではPS2版でもPC版及びDC版と同じ脚の開き方をしている。また、PS2版のムービー鑑賞に入っているオリジナル版のムービーにおいても、美琴の脚の開き方において同修正が入っている。
- PC版おまけシナリオ「時空転移プリン」で『Princess Holiday 〜転がるりんご亭千夜一夜〜』のシンフォニア王国全景のCGが使われている。またコンシューマー版における追加イベントの渋垣茉理とカラオケに行くシーンで、茉理が本作のOP曲「divergent flow」を歌っているが、その時の背景にも同作のCGが使用されている。
  - 上記2点の内、美琴が降ってくるシーンのCGと茉理のカラオケシーンに関しては『月は東に日は西に〜Operation Sanctuary〜コンプリートガイド』にもCGが掲載されている。
- 結と恭子の共通シナリオにある海辺を散歩するシーンで出てくる犬の名前は、『バイナリィ・ポット』で主人公が飼っていた犬と同じである。